# 黄花塔拉苏木
黄花塔拉苏木，是中华人民共和国内蒙古自治区通辽市奈曼旗下辖的一个乡镇级行政单位。

## 行政区划
黄花塔拉苏木下辖以下地区：
伊拉麻图嘎查、东介哈日麻台嘎查、奈林塔拉嘎查、乌干沙日嘎查、前乌兰额日格嘎查、上黄花塔拉嘎查、下黄花塔拉嘎查、巴彦花嘎查、合热营子嘎查、哈日特斯格嘎查、查干道布格嘎查、毛敦艾勒嘎查、东太山木头嘎查、西太山木头嘎查、新发村、泊和乌素嘎查、巴彦敖包嘎查、腰营子村、查干吉日莫嘎查、塔布代嘎查、太平庄嘎查和塔班乌素嘎查。